# جامع الشيخ محمد حسام الدين الحاج كوثر
جامع الشيخ محمد حسام الدين الحاج كوثر من مساجد العراق الأثرية القديمة، شيد وبني في عام 1306 هـ/ 1888م، وجرى تعميره وتجديده في عام 1384هـ/1965م، ويقع في شارع الجمهورية بمدينة كركوك في العراق، وتبلغ مساحة المسجد حوالي 1000م2.
ويحتوي الحرم على مصلى واسع يتسع لأكثر من 800 مصل، وتعلو المبنى منارة مئذنة حديثة شيدها الحاج (بهاء الدين محي الدين صاري كهية) في عام 1404هـ/1984.
كما يحتوي الجامع على مصلى حرم قديم البنيان تعلوه قبة كبيرة زرقاء اللون وفي الحرم محراب ومحفل للقراء ومنبر قديم أثري.
وكان في الجامع مدرسة دينية قديمة وفيه مراقد لقبور بعض الشيوخ الذين ساهموا في بناء الجامع وخدمته ومنهم الشيخ (عمر حسام الدين القادري)، وكذلك مرقد الشيخ (برهان الدين القادري)، وكان أول من تم تعيينه إمام وخطيب للجامع هو عمر ابن الحاج كوثر، ثم الشيخ أسامة وبعده الشيخ عبد الكريم وتلاه الشيخ برهان الدين وحالياً يقوم بمنصب الإمامة والخطابة في الجامع الشيخ صفاء الدين محمد حسام الدين.
وتقام في الجامع حالياً صلاة الجمعة وصلاة العيدين والصلوات الخمس.